# Bitka pri Mohiju
Bitka pri Mohiju ali bitka na reki Šajo (madžarsko Muhi csata) 11. aprila 1241 .je bila glavna bitka med Mongoli in Ogrskim kraljestvom med mongolsko/tatarskim pohodom na Evropo. Po bitki je bila Ogrska povsem opustošena. Tatarska vojska je uničila skoraj polovico ogrskih naselij in pobila približno četrtino prebivalstva, predvsem v pokrajinah  Alföld, kjer je bilo preživelih zelo malo, južni Panonski nižini (sedanji Banat) in južni Transilvaniji.
Tatare/Mongole, njihove lastnosti in prodor do Jadranskega morja opisuje sodobnik dogodkov Tomaž Arhidiakon v svojem delu Historia Salonitana. Avtor razen porekla, videza in orožja navaja tudi nekaj imen udeležencev, med njimi Batu kana in Kadana.

## Ozadje
Mongolsko cesarstvo se je v prvi polovici 13. stoletja začelo približevati Evropi. Mongoli so leta 1223 porazili turške nomade Kumane. Okoli 40.000 Kumanov je pobegnilo v Ogrsko kraljestvo, kjer so se pokristjanili. Ogrski kralj Béla IV. je k svojemu uradnemu naslovu celo dodal "kralj Kumanije". Ogrska je s sprejemom mongolskih sovražnikov Kumanov postala sovražnica mongolske Zlate horde. Ko so se Mongoli marca 1241 približali mejam Ogrskega kraljestva, so Ogri obtožili kumanskega kana Koteka, da skrivoma sodeluje z njimi, in ga ubili. Besni Kumani so začeli ropati in kmalu zatem zapustili Ogrsko.

## Bitka
V Bélovi vojski so bili večinoma priložnostni vojaki, predvsem kmetje. Samo del  njegove vojske so tvorili stalni vojaki nekaj ogrskih mogotcev.  Béla, s katerim je bil njegov brat, hrvaški herceg Koloman, je poskušal preprečiti mongolski preboj čez reko Šajo in se tam utaboril. Niti Béla niti Koloman nista bila vojskovodji in nista imela niti prave vojske niti pravih svetovalcev, kar je bilo razvidno že iz razporeditve vojaških enot. Ogrska vojska, za takratne razmere dokaj velika, je bila stisnjena v zelo majhnem  taboru.
V prvem spopadu 11. aprila je ogrska vojska v bitki na mostu preko reke premagala Mongole. Batu in Subedej sta zatem spremenila načrt napada, obšla most in napadla ogrski tabor. Ogrska vojska je bila popolnoma uničena. Béli IV. je uspelo pobegniti z bojišča. 
Koloman, nadškof Ugrin in veliki mojster templjarjev so bili smrtno ranjeni. Kolomanu je uspelo priti preko Pešte do Čazme na Hrvaškem, kjer je zaradi ran umrl. 
Po bitki Ogrska ni več imela organizirane vojske, ki bi lahko ustavila nadaljnje prodiranje Mongolov, ki so leta 1241/1242 prodrli vse do jadranske obale. 
Mongoli so se po zmagi kot običajno ustavili in čakali na novo žetev in šele jeseni nadaljevali z lovom na Bélo IV.,  ki je iz Avstrije pobegnil na Hrvaško in začel zbirati vojsko za nadaljevanje vojne z Mongoli.